# ウシ亜科
ウシ亜科（うしあか、Bovinae）は、哺乳綱鯨偶蹄目（クジラ偶蹄目）ウシ科に属する亜科。

## 分布
アフリカ大陸、北アメリカ大陸、ユーラシア大陸、インドネシア。

## 形態
最大種はアフリカスイギュウで体長340cm、肩高ガウルで220cm、体重アジアスイギュウで1200kg。原始的な特徴を残しているとされるニルガイ族やブッシュバック族では細めの体形をしているが、ウシ族は胴が長く、頑丈で短い四肢を持つ。

## 生態
多くの種は森林に生息するが、草原、高山帯等に生息する種もいる。単独もしくは小規模な群れを形成し生活するが、アフリカスイギュウは大規模な群れを形成し生活する。
食性は植物食で、草や木の葉、コケ、地衣類等を食べる。
繁殖形態は胎生で、多くの種が1回に1頭の幼獣を産む。

## 分類
ウシ亜科には三つのグループが存在するが、これらのうち最も早い時期に分岐したのがニルガイ族であり、残りのウシ族とネジレツノレイヨウ族が姉妹群となる。

### ニルガイ族Boselaphini
ニルガイ属 Boselaphus
- Boselaphus tragocamelus ニルガイ Nilgai

ヨツヅノレイヨウ属 Tetracerus
- Tetracerus quadricornis ヨツヅノレイヨウ Four-horned antelope

### ウシ族Bovini
バイソン属 Bison
- Bison bison アメリカバイソン American bison
- Bison bonasus ヨーロッパバイソン European bison

ウシ属 Bos
- Bos gaurus ガウル Gaur
- Bos javanicus バンテン Banteng
- Bos mutus ヤク Yak
- Bos sauveli コープレイ Kouprey
- Bos taurus ウシ Cattle

アジアスイギュウ属 Bubalus
- Bubalus arnee アジアスイギュウ Water buffalo
- Bubalus depressicornis アノア Lowland anoa
- Bubalus quarlesi ヤマアノア Mountain Anoa
- Bubalus mindorensis ミンドロスイギュウ Tamaraw

アフリカスイギュウ属 Syncerus
- Syncerus caffer アフリカスイギュウ African buffalo

### ネジツノレイヨウ族Strepsicerotini
イランド属 Taurotragus
- Taurotragus derbianus ジャイアントイランド Giant eland
- Taurotragus oryx イランド Common eland

ブッシュバック属　Tragelaphus
- Tragelaphus angasii ニアラ Nyala
- Tragelaphus buxtoni マウンテンニアラ Mountain nyala
- Tragelaphus eurycerus ボンゴ（クチグロスジカモシカ） Bongo
- Tragelaphus imberbis レッサークーズー Lesser kudu
- Tragelaphus scriptus ブッシュバック Bushbuck
- Tragelaphus spekeii シタツンガ Sitatunga
- Tragelaphus strepsiceros クーズー Greater kudu

## 人間との関係
既に絶滅したオーロックスが家畜化されたウシは毛皮、肉、乳をとったり、荷物の運搬等に利用される。ヤクやアジアスイギュウ等も家畜として、地域によっては人間の生活に欠かせないものとなっている。
野生種では開発による生息地の破壊や、毛皮や角目的の乱獲等により生息数は減少している。